# مرگ‌ها در ۲۰۱۶

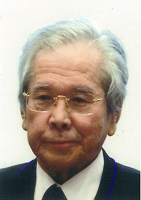
یوشیهیرو هاماکاوا

این یک تاریخ شماری از مرگ‌های سرشناس در سال ۲۰۱۶ است.

## دسامبر

### ۳۱
- ویلیام کریستوفر،

### ۲۹
- جینپاچی نزو،
- نیل دگراس تایسون،

### ۲۸
- گرگوریو کونرادو آلوارز،
- میشل دئون،
- لف گورکوف،
- دبی رینولدز،

### ۲۷
- کری فیشر،
- کلود ژانساک،
- راتناسیری ویکرمانایکه،

### ۲۶
- آشوت آناستاسیان،
- جرج اس. اروینگ،

### ۲۵
- آقاخان عبدالله‌یف،
- جرج مایکل،
- ورا روبین،

### ۲۴
- ریچارد آدامز،
- ریک پارفیت،
- لیز اسمیت،

### ۱۹
- یوشیهیرو هاماکاوا،

### ۱۸
- ژاژا گابور،

## نوامبر

### ۲
- مارتین لیپنس،

### ۳
- کی استار،

### ۵
- جان کارسون،
- آندریاس ونوپولوس،

### ۷
- لئونارد کوهن،
- جنت رینو،

### ۸
- کازیمیر گایدوش،

### ۹
- اوسامو ایشی‌گورو،
- عرفان شهید،

### ۱۱
- ایلزه آیشینگر،
- آکی اشمیت،
- رابرت وان،

### ۱۲
- محمود عبد العزیز،
- لوپیتا توبار،
- پل ورگس،

### ۱۳
- لیون راسل،

### ۱۴
- هولی دان،
- گوئن آیفل،
- گاردنار مالوی،

### ۱۶
- جی فارستر،
- دانیل پرودان،

### ۱۸
- دنتون کولی،
- شارون جونز،
- کروین پینروآ،

### ۱۹
- آیاچه پارولین،

### ۲۰
- گابریل بادیلا،
- کنستانتینوس استفانوپولوس،

### ۲۲
- ام‌جی‌کی منون،
- معین‌الدین احمد قریشی،
- جودیت رابرتز (شناگر)،

### ۲۳
- اندرو ساکس،

### ۲۴
- فلورانس هندرسون،

### ۲۵
- فیدل کاسترو،
- رن گلس،

### ۲۶
- فریتس ویور،

### ۲۷
- برنارد گلهر،
- ایوانیس گریواس،

### ۲۸
- مارک تایمانف،
- ون ویلیامز،
- بازیکنان باشگاه فوتبال شاپه‌کوئنزه
  - یوسیمار (بازیکن فوتبال متولد ۱۹۸۶)،
  - فیلیپه ماچادو،
  - اورتون کمپس دوس سانتوس گونزالوس،
  - کلیبیر سانتانا،
  - تییگو،

### ۲۹
- اندرو ریپین،

### ۳۰
- آلیس درامند،

## اکتبر

### ۱۰
- یوسف العانی،

### ۲۷
- شاهزاده میکاسا،

### ۲۸
- ملحم برکات،

## سپتامبر

### ۱
- جاون پالیتو،

### ۲
- اسلام کریموف،

### ۳
- کلودیو اولینتو دی کاروالیو،
- لسلی اچ مارتینسون،

### ۵
- دان گراولین،
- هیو اوبراین،
- فیلیس شلفلی،

### ۲۵
- آرنولد پالمر،
- خوزه فرناندز،

## اوت

### ۲
- گوردون دانبی،
- دیوید هادلستون،
- احمد حسن زویل،

### ۷
- یوری برگل،
- یاک گونت‌هارد،

### ۱۳
- کنی بیکر،
- آلن کلی،
- فرانسواز ماله-ژوریس،

### ۱۴
- فایووش فینکل،

### ۱۵
- هوتارو آکانه،
- دالیان اتکینسون،
- اشتفان هنزه،
- بابی هاچرسن،

### ۱۶
- اندرو فلوران،
- ژائو هاولانژ،
- جان مک‌لافلین،

### ۱۷
- آرتور هیلر،

### ۱۸
- جی اس. فیشمن،
- ارنست نولته،

### ۱۹
- جک رایلی،
- محمد علی سمتر،

### ۲۰
- تری دورز داون،

### ۲۲
- سلاپان راماناتان،

### ۲۳
- استون هیل،
- راینهارد سیلتن،

### ۲۴
- میشل بوتور،
- والتر شیل،
- راجر تسین،

### ۲۵
- جیمز کرونین،
- رودولفو ایلانس،
- ماروین کاپلان،
- رودی وان گلدر،

### ۲۶
- آنتون پرونک،

### ۲۷
- آلسیندو مارتا دی فریتاس،

### ۲۸
- بنیامین بن الیعزر،
- خوآن گابریل،

### ۲۹
- جین وایلدر،

### ۳۰
- ابو محمد عدنانی،
- ریچارد برایان،
- ویرا چاسلاوسکا،
- نبیل فارس،
- مارک ریبو،
- جو ساتر،

## ژوئیه

### ۱
- ایو بون‌فوآ، ۹۳، شاعر فرانسوی
- رابین هاردی، ۸۶، کارگردان فیلم بریتانیایی

### ۲
- مایکل چیمینو، ۷۷، فیلم‌نامه‌نویس و کارگردان آمریکایی
- پاتریک مننیگ، ۶۹، سیاستمدار ترینیدادی
- میشل روکار، ۸۵، سیاستمدار فرانسوی
- جک سی. تیلور، ۹۴، کارآفرین میلیونر آمریکایی
- الی ویزل، ۸۷، نویسنده آمریکایی زاده رومانی

### ۳
- میشل بومون، ۸۸، آریستوکرات بریتانیایی
- روژه دوما، ۸۴، کمدین و هنرپیشه فرانسوی
- نوئل نیل، ۹۵، هنرپیشه آمریکایی

## ژوئن

### ۲
- توماس والتر بنرمن کیبل، ۹۳، فیزیکدان بریتانیایی

### ۳
- محمد علی کلی، ۷۴، بوکسور آمریکایی

### ۴
- بیل ریچموند، ۹۴، فیلم‌نامه‌نویس و تهیه‌کننده آمریکایی

### ۵
- جروم برونر، ۱۰۰، psychologist آمریکایی
- ابولیلا، ۳۲، فرمانده نظامی سوری

### ۶
- استیون کشی، ۵۴، بازیکن فوتبال نیجریه‌ای
- توماس پرکینز، ۸۴، کارآفرین آمریکایی

### ۷
- جانی بروکس، ۸۴، بازیکن فوتبال انگلیسی

### ۹
- قهار محکموف، ۸۴، سیاستمدار تاجیکستانی
- مارینا مالفاتی، ۸۳، هنرپیشه ایتالیایی

### ۱۰
- کریستینا گریمی، ۲۲، خواننده-ترانه‌سرا آمریکایی
- گوردی هاو، ۸۸، بازیکن هاکی روی یخ کانادایی
- میمو پالمارا، ۸۷، هنرپیشه ایتالیایی
- جیوسپه ویرجیلی، ۸۰، بازیکن فوتبال ایتالیایی

### ۱۲
- عبدالله احمد، ۷۹، روزنامه‌نگار مالزیایی
- عمر متین، ۲۹، قاتل دست جمعی آمریکایی افغان تبار
- جرج وینوویچ، ۷۹، سیاستمدار آمریکایی
- جانت والدو، ۹۶، هنرپیشه و صداپیشه آمریکایی

### ۱۳
- اوفلیا هامبارتسومیان، ۹۱، خواننده موسیقی فولک ارمنستانی

### ۱۴
- رانی کلیر ادواردز، ۸۳، هنرپیشه آمریکایی
- آن مورگن گیلبر، ۸۷، هنرپیشه آمریکایی
- هنری مک‌کالاو، ۷۲، نوازنده گیتار اهل ایرلند شمالی

### ۱۵
- لوئیس دانکن، نویسنده آمریکایی،

### ۱۶
- جو کاکس، ۴۱، سیاستمدار بریتانیایی

### ۱۷
- رن لستر، ۴۵، هنرپیشه آمریکایی

### ۱۸
- ویتوریو مرلونی، ۸۳، کارآفرین و صنعتگر ایتالیایی

### ۱۹
- آنتون یلچین بازیگر آمریکایی

### ۲۲
- یاشار نوری اوزتورک، ۷۱، الهیدان و سیاستمدار ترک
- امجد صبری، ۴۵، خواننده قوالی پاکستانی

### ۲۳
- استنلی ماندلشتام، ۸۷، فیزیکدان تئوری آمریکایی
- رالف استنلی، ۸۹، موسیقیدان آمریکایی

### ۲۵
- بیل کانینگهام، ۸۷، عکاس مد آمریکایی
- موریس ژرژ دانتک، ۵۷، نویسنده داستان علمی و موسیقیدان فرانسوی
- جوزپه فررا، ۸۳، کارگردان فیلم ایتالیایی

### ۲۶
- آستین کلارک، ۸۱، رمان‌نویس کانادایی

### ۲۷
- سیمون رامو، ۱۰۳، مهندس آمریکایی
- باد اسپنسر، ۸۶، هنرپیشه ایتالیایی
- الوین تافلر، ۸۷، نویسنده آمریکایی

### ۲۸
- اسکاتی مور، ۸۴، نوازنده گیتار آمریکایی
- پت سامیت، ۶۴، مربی بسکتبال آمریکایی

### ۳۰
- جان کرادو گروس، ۷۴، شناگر ایتالیایی
- جفری هیل، ۸۴، شاعر بریتانیایی

## آوریل

### ۲۱
- پرینس، ۵۷، خواننده آمریکایی

## مارس

### ۶
- نانسی ریگان، ۹۴، همسر رونالد ریگان، چهلمین رئیس‌جمهور ایالات متحده آمریکا، از ۱۹۸۱ تا ۱۹۸۹ و بانوی اول ایالات متحده و بازیگر سابق.

### ۱۴
- ابوعمر شیشانی، ۳۰، یکی از فرماندهان داعش.

### ۱۶
- فرانک سیناترا جونیور،

## فوریه

### ۵
- مصطفی غلوش، ۷۷، قاری سرشناس مصری

### ۶
- انیسه مخلوف، ۸۶، بانوی اول سوریه بین ۱۹۷۱ تا ۲۰۰۰ میلادی و مادر بشار الاسد رئیس جمهور سوریه

### ۱۶
- پطرس پطرس غالی، ۹۳، دیپلمات مصری و ششمین دبیرکل سازمان ملل متحد از سال ۱۹۹۲ تا ۱۹۹۷

### ۱۹
- هارپر لی، ۸۹، نویسنده آمریکایی

### ۱۱
- ویلیام دل مونته، ۱۰۹، آخرین بازمانده زمین‌لرزه ۱۹۰۶ سانفرانسیسکو

## ژانویه

نمر النمر

### ۳۰
- فرانک فینلی، ۸۹، بازیگر انگلیسی

### ۲۹
- ژاک ریوت، ۸۷، کارگردان فرانسوی

### ۲۸
- سیگنی اندرسون، ۷۴، خواننده آمریکایی

### ۲۶
- ایب ویگودا، ۹۴، بازیگر آمریکایی
- بلک (خواننده)، ۵۳، خواننده و ترانه سرا بریتانیایی
- تامی کلی (هنرپیشه)، ۹۰، بازیگر آمریکایی
- ری پوینتر، ۷۹، بازیکن فوتبال انگلیسی

### ۲۴
- ماروین مینسکی، ۸۸، دانشمند آمریکایی
- فردریک بخت، ۸۷، anthropologist اجتماعی نروژی
- دیوید فینکلشتین، ۸۶، فیزیکدان آمریکایی

### ۲۳
- دمیتری شیرکف، ۸۸، فیزیکدان تئوری روس
- بابی وانزر، ۹۴، بازیکن و مربی بسکتبال آمریکایی

### ۲۰
- چانگ یانگ-فا، ۸۸، کارآفرین تایوانی

### ۱۹
- اتوره اسکولا، ۸۴، فیلم‌نامه‌نویس و کارگردان ایتالیایی

### ۱۸
- میشل تورنیه، ۹۱، نویسنده فرانسوی
- گلن فرای، ۶۷، موسیقیدان و ترانه سرا آمریکایی

### ۱۵
- نورین کورکوران، ۷۲، بازیگر آمریکایی

### ۱۴
- فرانکو چیتی، ۸۰، بازیگر ایتالیایی
- آلن ریکمن، ۶۹، بازیگر انگلیسی فیلم هری پاتر، سرطان پانکراس
- رنه آنژلی، ۷۳، خواننده، مدیر، کارگردان کانادایی

### ۱۳
- ترا ری، ۳۳، بازیگر پورنو آمریکایی
- برایان بدفورد، ۸۰، بازیگر بریتانیایی

### ۱۲
- مگ ماندی، ۱۰۱، بازیگر آمریکایی
- روت لویوریک، ۹۱ بازیگر آلمانی،

### ۱۱
- دیوید مارگولیس، ۷۸، بازیگر آمریکایی

### ۱۰
- یوسف زعین، ۸۴، سیاستمدار سوری
- دیوید بویی، ۶۹، موسیقیدان و خواننده انگلیسی

### ۹
- زلیم‌خان یعقوب، ۶۵، خواننده آذربایجانی

### ۸
- اوتیس کلی، ۷۳، خواننده آمریکایی

### ۷
- کیتی کالن، ۹۴، خواننده آمریکایی
- ریچارد لیبرتینی، ۸۲، بازیگر آمریکایی

### ۶
- سیلوانا پامپانینی، ۹۰، بازیگر ایتالیایی
- پت هرینگتون جونیور، ۸۶، بازیگر آمریکایی

### ۵
- رودولف هاگ، ۹۳، فیزیکدان نظری آلمانی
- پیر بولز، ۹۰، آهنگساز و رهبر ارکستر فرانسوی

### ۴
- رابرت استیگوود، ۸۱، مدیر گروه موسیقی استرالیایی
- میشل گالابرو، ۹۳، بازیگر فرانسوی

### ۳
- پیتر ناور، ۸۷، پیشگام علوم رایانه دانمارکی

### ۲
- نمر باقر النمر، ۵۶، رهبر مذهبی شیعه سعودی.

### ۱
- ژیلبرتو مندس، ۹۳، آهنگساز برزیلی
- ویلموش ژیگموند، ۸۵، فیلمبردار مجارستانی-آمریکایی